# Linjiang (Nenjiang)
Linjiang (chinesisch 临江乡, Pinyin Línjiāng Xiāng) ist eine Gemeinde im Kreis Nenjiang der Stadt Heihe in der nordostchinesischen Provinz Heilongjiang. Die Gemeinde hat eine Fläche von 294,9 km² und 16.388 Einwohner (Stand: Zensus 2010). Sie liegt am Ostufer des Nen Jiang, direkt gegenüber dem Autonomen Banner Morin Dawa der Daur im Autonomen Gebiet Innere Mongolei. In Linjiang wird hauptsächlich Weizen und Soja angebaut (knapp 80 % der Anbauflächen der Gemeinde). Die Gemeinde gehört zu den traditionellen Siedlungsgebieten der Ewenken.

## Administrative Gliederung
Linjiang setzt sich aus 14 Dörfern zusammen. Diese sind:
- Dorf Qian Ma'anshan (前马鞍山村), Zentrum, Sitz der Gemeinderegierung;
- Dorf Borqi (博尔气村);
- Dorf Chiwei (赤卫村);
- Dorf Danfeng (丹凤村);
- Dorf Da Shilazi der Ewenken (大石砬子鄂温克族村);
- Dorf Duojin (多金村);
- Dorf Hou Ma'anshan (后马鞍山村);
- Dorf Huamu (桦木村);
- Dorf Jiangnan (江南村);
- Dorf Qingfeng (庆丰村);
- Dorf Tiegula (铁古砬村);
- Dorf Weilupao (苇芦泡村);
- Dorf Xiao Shilazi (小石砬子村);
- Dorf Xinjiang (新江村).